# Sojus 9
Sojus 9 ist die Missionsbezeichnung für den am 1. Juni 1970 gestarteten Flug eines sowjetischen Sojus-Raumschiffs. Es war die 17. bemannte Raumfahrt-Mission der Sowjetunion. Mit diesem Flug wurde ein neuer Rekord für den längsten Raumflug aufgestellt. Es war der letzte Dauerrekord, der komplett in einem Raumschiff durchgeführt wurde.

## Besatzung

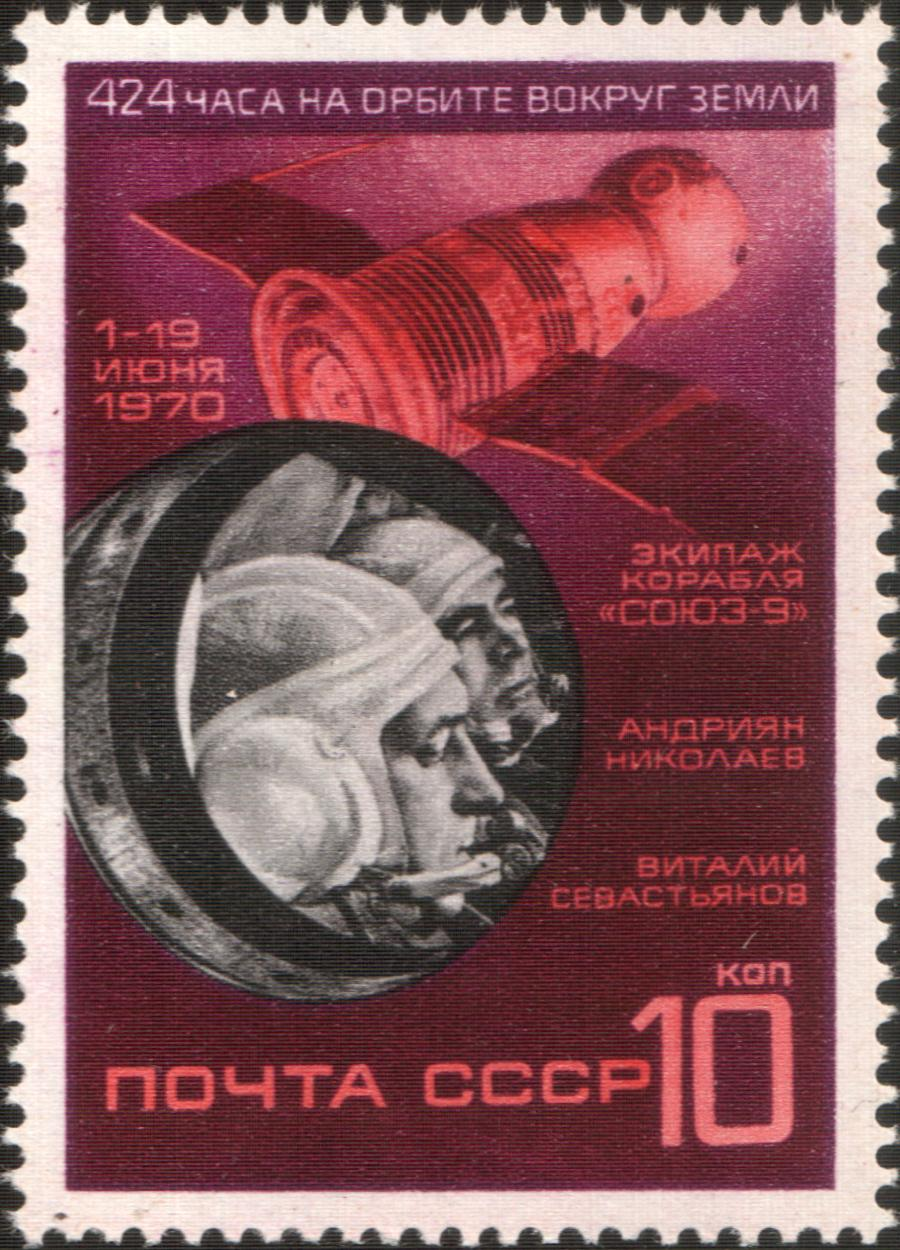
Die Besatzung auf einer sowjetischen Briefmarke (1970)

- Andrijan Grigorjewitsch Nikolajew (2. Raumflug), Kommandant
- Witali Iwanowitsch Sewastjanow (1. Raumflug), Bordingenieur

Mit Nikolajew kam erstmals ein Wostok-Kosmonaut zu einem zweiten Einsatz. Vor ihm hatten schon Komarow, Schatalow und Jelissejew zwei Raumflüge durchgeführt.

### Ersatzmannschaft
- Anatoli Wassiljewitsch Filiptschenko, Kommandant
- Georgi Michailowitsch Gretschko, Bordingenieur

### Unterstützungsmannschaft
- Wassili Grigorjewitsch Lasarew
- Waleri Alexandrowitsch Jasdowski

## Vorbereitung
Ende 1969 entstand der Gedanke, einen Langzeitflug zu Lenins 100. Geburtstag am 22. April 1970 zu fliegen. Dies würde den Amerikanern den derzeitigen Langzeitrekord von 13 Tagen entreißen, den Frank Borman und Jim Lovell im Jahre 1965 mit Gemini 7 aufgestellt hatten, während die sowjetische Raumfahrt noch nicht über 5 Tage hinausgekommen war.
Für Ende 1970 war der Start einer Saljut-Raumstation vorgesehen. Zur Vorbereitung von Langzeitaufenthalten von mehreren Wochen wurden dafür noch biologische Daten benötigt, weil die Sowjetunion bisher nur wenig Erfahrungen über die gesundheitliche Beeinträchtigung bei länger anhaltender Schwerelosigkeit hatte. Ebenfalls wichtig war, wie die Mannschaft im Orbit zusammen arbeitet, und welche sozialen Auswirkungen der lange Aufenthalt im All hat.
Als Kommandant für Sojus 9 wurde der Wostok-3-Veteran Andrijan Nikolajew nominiert. Flugingenieur wurde der Weltraumneuling Witali Sewastjanow. Nikolajew und Sewastjanow waren zuvor schon die Ersatzmannschaft von Sojus 8. Zeitweise waren auch Pjotr Kolodin und Georgi Gretschko als Besatzung für Sojus 9 im Gespräch.
Der Start war zuerst für April geplant und wurde dann in den Mai und schließlich auf den 1. Juni verschoben.

## Flugverlauf
Der Start erfolgte am 1. Juni 1970 um 19:00 GMT. Es handelte sich um den ersten Nachtstart der bemannten Raumfahrt.
Am vierten Flugtag stellte sich heraus, dass die Solarzellen zu wenig Strom lieferten. Sollten sich deswegen die Batterien vorzeitig entladen, müsste die Mission gekürzt werden. Das Raumschiff wurde in eine langsame Rotation versetzt, so dass die Solarzellen möglichst lange der Sonne zugewandt waren.
Am fünften Tag erörterten die Kosmonauten mit der Bodenstation Notlandemaßnahmen, denn wenn die Batteriespannung unter einen kritischen Wert fiel, musste Sojus 9 innerhalb von zwei Stunden zur Erde zurückkehren, möglicherweise außerhalb der Sowjetunion. Ein Ablesefehler an den Instrumenten konnte jedoch nicht ausgeschlossen werden.
Am siebten Tag schien das Problem überwunden zu sein. Die Besatzung war in guter Verfassung, und es wurde erwogen, die Mission auf 20 Tage auszudehnen. Am Abend sprach Nikolajew über Bildfunk mit seiner Frau Walentina Tereschkowa, die mit Wostok 6 die erste Frau im All gewesen war, und seiner Tochter, die am Tag darauf sechs Jahre alt wurde.
Ab dem neunten Flugtag verschlechterte sich der Zustand der Kosmonauten wieder. Sie nahmen zu wenig Flüssigkeit zu sich und verbrauchten zu wenig Sauerstoff. Der zehnte Tag war ein Ruhetag, an dem die Besatzung keine Experimente betreuen musste. Über Funk spielte sie Fernschach mit dem Kosmonauten Gorbatko in der Bodenstation.
Ab dem 13. Tag traten Ermüdungserscheinungen bei Nikolajew und Sewastjanow auf. Sie machten einige Fehler. Die Bodenstation beschloss, die Wetterbedingungen in den vorgesehenen Landegebieten ständig zu überwachen, so dass eine Landung schnell eingeleitet werden konnte, jedoch verbesserte sich der Zustand der Kosmonauten am Folgetag.
Am 15. Flugtag betätigte Sewastjanow versehentlich das automatische Landesystem. Dies blieb zwar ohne Konsequenzen, aber die gleiche Fehlbedienung war schon bei Sojus 7 aufgetreten, und man hatte die angeforderte Sicherung nicht angebracht. Am Nachmittag verschlechterte sich die Atmosphäre an Bord: die Atemluft enthielt zu wenig Sauerstoff und zu viel Kohlendioxid. Ein Austausch der Kartuschen im Lebenserhaltungssystem brachte die Atmosphäre wieder auf normale Werte.
Am 19. Flugtag, die Kosmonauten hatten inzwischen den alten Dauerrekord von 1965 gebrochen, wurde die Landung des Sojus-Raumschiffes eingeleitet. Da die Flugbahn über den Aralsee führte, mussten sich dort zusätzliche Rettungskräfte auf Schiffen und in Hubschraubern bereithalten.
Die Landung erfolgte am 19. Juni um 11:59 GMT völlig problemlos. Ab einer Höhe von 83 km hatte eine sowjetische Radarstation die Landekapsel geortet, später waren Hubschrauber in Sichtkontakt, noch während die Kapsel am Fallschirm niederging. Bereits eine Minute nach der Landung waren Bergungsmannschaften an der Kapsel. Der Zustand der Kosmonauten war jedoch erschreckend schlecht. Nikolajew und Sewastjanow konnten sich nicht ohne Hilfe auf ihren Beinen halten und mussten gestützt werden. Ein Flugzeug brachte sie nach Moskau, wo sie sich zuerst bei der Staatskommission meldeten, bevor sie zur Untersuchung in ein Krankenhaus gebracht wurden.

## Auswirkungen
Nikolajew und Sewastjanow blieben mehrere Tage zur Erholung und Beobachtung in einem Krankenhaus. Sie gewöhnten sich nur langsam wieder an die irdische Schwerkraft, was sich vor allem durch schnelle Ermüdung äußerte. Erst am 3. Juli, zwei Wochen nach der Landung, zeigten sie sich der Öffentlichkeit. Die beiden Raumfahrer hatten im Orbit einige ihrer für den Ausgleichssport reservierten Zeit für die wissenschaftliche Arbeit geopfert. Die Reaktion ihrer Körper zeigte, wie wichtig sportliche Belastung in der Schwerelosigkeit ist.
Spätestens mit Sojus 9 wurde der Schwerpunkt der bemannten Raumfahrt von der bemannten Mondlandung zu Langzeitaufenthalten in der Erdumlaufbahn verschoben. In der Folgezeit konzentrierten sich sowohl die UdSSR als auch die USA auf den  Bau und Betrieb von Raumstationen.
Der Rekord von Sojus 9 war der letzte, der in einem Raumschiff aufgestellt wurde, das nicht an eine Raumstation koppelte. Den nächsten Dauerrekord stellte im Juni 1971 die Mannschaft von Sojus 11 auf, die 23 Tage im All war, größtenteils an Bord von Saljut 1.